# Luca Gobbi
Luca Gobbi (* 12. Juni 1971) ist ein ehemaliger san-marinesischer Fußballspieler. Mit 41 Einsätzen gehört er zu den Spielern mit den meisten Einsätzen für die san-marinesische Nationalmannschaft.

## Karriere
Gobbi begann im Jahr 1990 seine Karriere und absolvierte seine gesamte Laufbahn ausschließlich in San Marino. Für die Nationalmannschaft spielte er 41 mal, damit gehört er zu den Akteuren mit den meisten Einsätzen in seinem Land. 2009 beendete er seine Karriere.